# Валенцано
Валенцано (итал. Valenzano) — коммуна в Италии, располагается в регионе Апулия, в провинции Бари.
Население составляет 18 458 человек (2008 г.), плотность населения составляет 1144 чел./км². Занимает площадь 15 км². Почтовый индекс — 70010. Телефонный код — 080.
Покровителями коммуны почитаются святые Рох и Антоний Падуанский.

## Демография
Динамика населения:

## Администрация коммуны
- Официальный сайт: https://web.archive.org/web/20080503193947/http://www.valenzanoinforma.it/